# Bockhütte
Die Bockhütte ist eine privat bewirtschaftete Alm der Weidegenossenschaft Partenkirchen im mittleren Teil des Reintals bei Garmisch-Partenkirchen im bayrischen Wettersteingebirge.

## Lage
Die Hütte liegt im Reintal zwischen Partenkirchen und Zugspitze in einer Höhe von 1052 m ü. NN. An der Bockhütte teilt sich das Mittlere Reintal mit der Partnacher Hinterklamm und das Hintere Reintal. Das Oberreintal mit dem Oberreintalbach zweigt hier ab.

## Geschichte

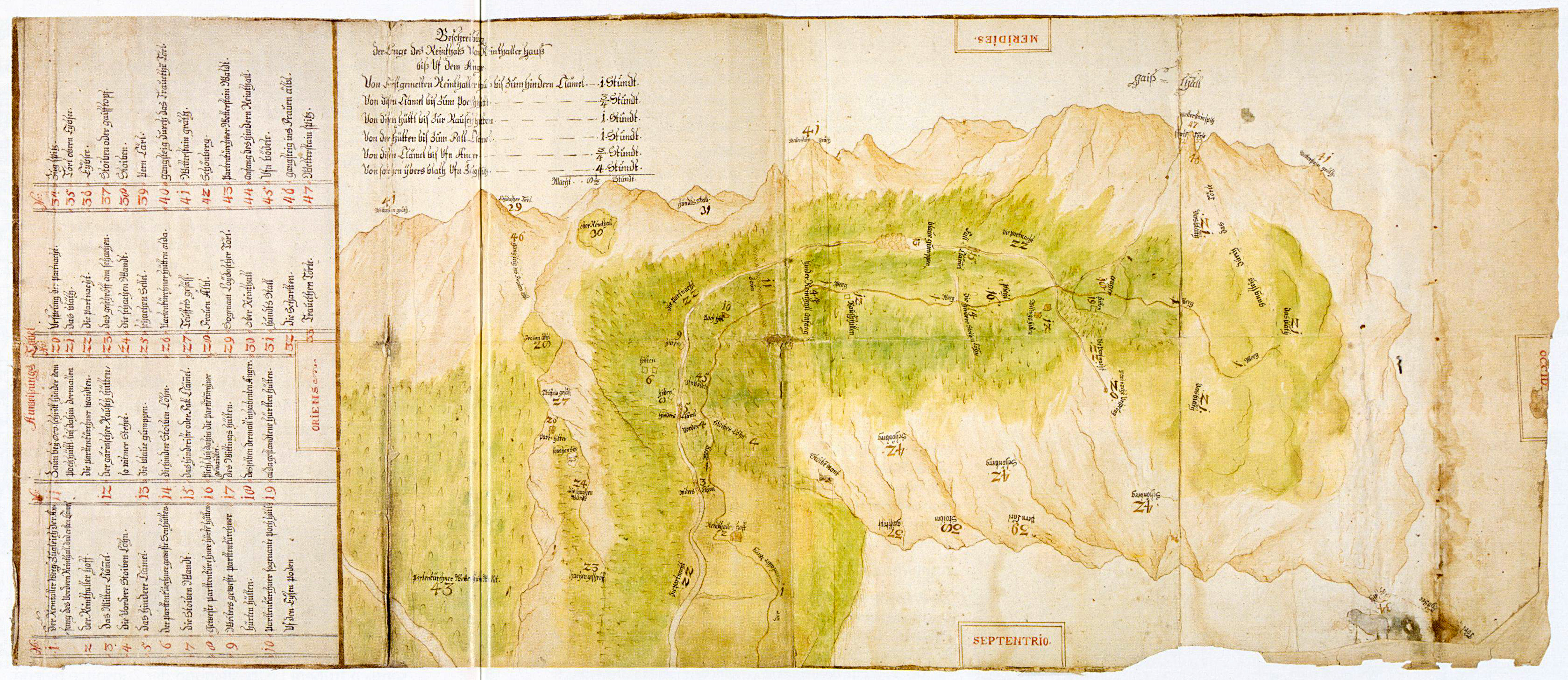
Augenscheinkarte des Reintals um 1730, auf der das „Pochhüttl“ bzw. „Pockhhüttl“ eingezeichnet ist.

Eine allererste Bockhütte wurde im frühen 18. Jahrhundert von einem unbekannten Förster auf einer gezeichneten Karte als „Pochhüttl uf den Eysen poden“ erwähnt. Ein Weiderecht ist indes jedoch schon in das Jahr 1408 beurkundet. Eine Bewirtung der Bockhütte, einer 1932 aufgestellten Holzhütte, erfolgte erst seit den 1980er Jahren.

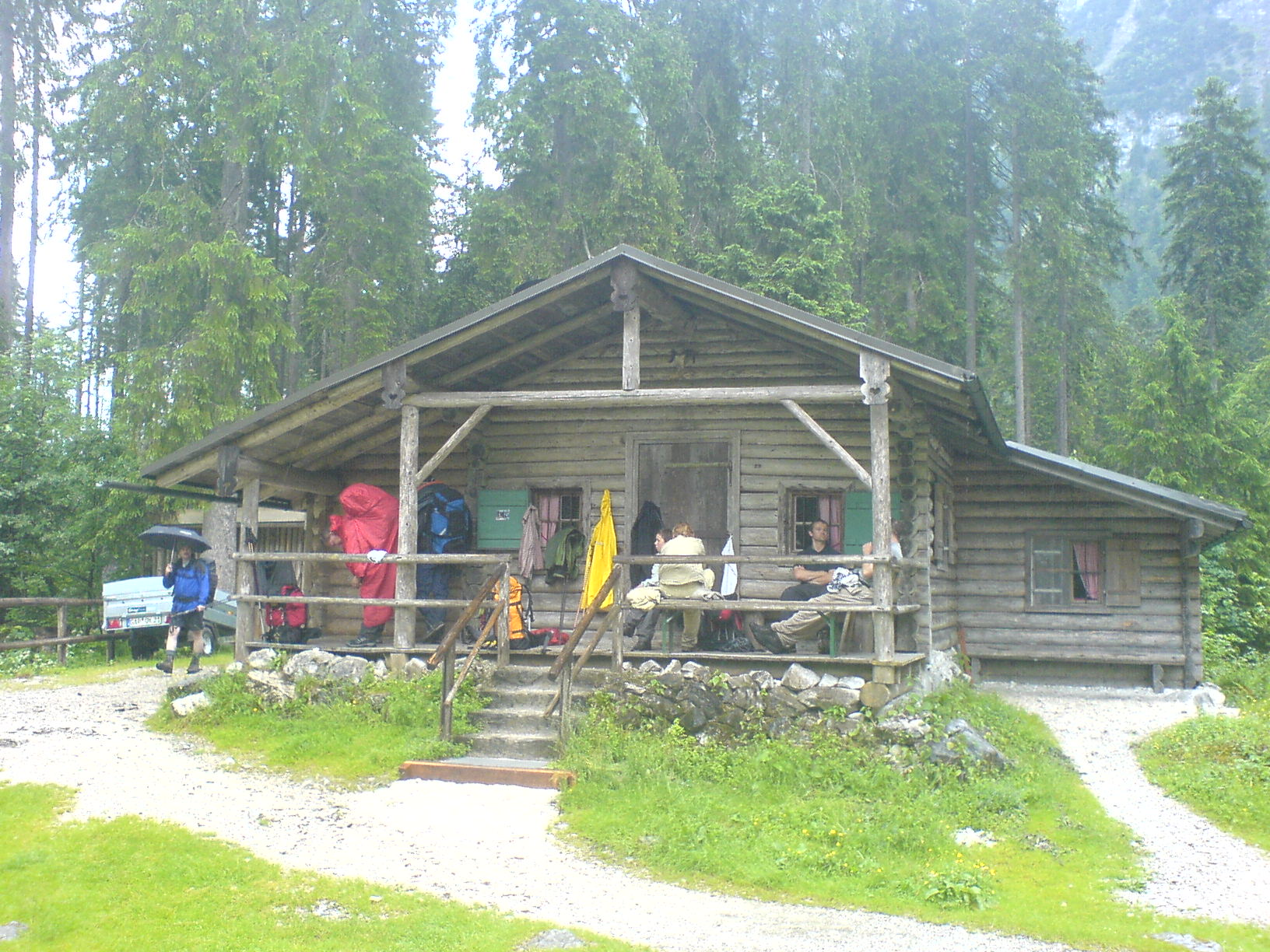
Alte Bockhütte (2007)

Nachdem sich die alte Bockhütte am Schluss in einem desolaten Zustand befunden hatte, begann 2005 die Planung für einen Neubau. Es folgte dann das Genehmigungsverfahren der Naturschutzbehörden und im Jahr 2010 konnte der Neubau starten. Die Bockhütte wurde auf die klassische heimische Art gebaut: Ziegel, Zement und viel Holz.
Die neue Bockhütte wurde im Juli 2011 im Beisein von Würdenträgern aus Politik und Kirche eingeweiht. Ausgerüstet ist der technisch moderne Hüttenbau mit Photovoltaik auf dem Dach und kleinen Stromturbinen in der Partnach sowie mit einer modernen Toilettenanlage und einer biologischen Kleinkläranlage.
Die Bockhütte ist eine von vier Partenkirchner Almen. Sie wird während der Weidezeit von Ende Juni bis zum 2. Sonntag im September bewirtschaftet. Rund 600 Schafe der weideberechtigten Partenkirchner weiden dann die kargen Weiden auf 124 Hektar Almfläche rund um das Reintal bis hinauf zum Zugspitzplatt oder zur Meilerhütte oberhalb des Königshauses am Schachen. Für Bergsteiger werden einfache Gerichte und Getränke bereitgehalten. Sie bietet keine Übernachtungsmöglichkeiten.
Sehenswert ist der große Schafabtrieb Anfang September.

## Zustiege
- Von Garmisch-Partenkirchen über Olympia-Skistadion durch die Partnachklamm und Reintal; Gehzeit: 2 Std.
- Von Garmisch-Partenkirchen über die Partnachalm via „Hoher Weg“ und Reintal, Gehzeit: 2,75 Std.

## Übergänge
- Kreuzeck (1651 m ü. NN) mit Kreuzeckhaus, Gehzeit: 2,5 Stunden
- Meilerhütte (2374 m ü. NN), Gehzeit: 3,5 Stunden über
  - Oberreintalhütte (1525 m ü. NN) über das Oberreintal, Gehzeit: 1,5 Stunden
  - Schachen mit Königshaus am  Schachen und Schachenhaus (1866 m ü. NN), Gehzeit: 2 Stunden
- Reintalangerhütte (1366 m ü. NN), Gehzeit: 1,75 Stunden[2]
- Stuibenhütte (1640 m ü. NN), nur Wintersaison